# Ambrugeat
Ambrugeat (Ambrujac en occitan) est une commune française située dans le département de la Corrèze en région Nouvelle-Aquitaine.

## Géographie
Le village d'Ambrugeat appartient au canton de Meymac et à l'arrondissement d'Ussel. Il est bordé, notamment, par le lac de Sèchemaille. Sur la commune est située la source du ruisseau de la Prade, branche mère de la Dadalouze.

### Communes limitrophes
Les communes limitrophes sont  Bonnefond, Davignac, Meymac et Pérols-sur-Vézère.

### Climat
Pour des articles plus généraux, voir Climat de la Nouvelle-Aquitaine et Climat de la Corrèze.
Historiquement, la commune est exposée à un climat montagnard.  
En 2020, Météo-France publie une typologie des climats de la France métropolitaine dans laquelle la commune est exposée à un climat de montagne et est dans la région climatique Ouest et nord-ouest du Massif Central, caractérisée par une pluviométrie annuelle de 900 à 1 500 mm, maximale en automne et en hiver.
Pour la période 1971-2000, la température annuelle moyenne est de 9,6 °C, avec  une amplitude thermique annuelle de 14,9 °C. Le cumul annuel moyen de précipitations est de 1 266 mm, avec 13,8 jours de précipitations en janvier et 8,1 jours en juillet. Pour la période 1991-2020, la température moyenne annuelle observée sur la station météorologique la plus proche, située sur la commune d'Égletons à 14 km à vol d'oiseau, est de 10,6 °C et le cumul annuel moyen de précipitations est de 1 428,5 mm,. Pour l'avenir, les paramètres climatiques de la commune estimés pour 2050 selon différents scénarios d’émission de gaz à effet de serre sont consultables sur un site dédié publié par Météo-France en novembre 2022.

## Urbanisme

### Typologie
Au 1er janvier 2024, Ambrugeat est catégorisée commune rurale à habitat très dispersé, selon la nouvelle grille communale de densité à 7 niveaux définie par l'Insee en 2022.
Elle est située hors unité urbaine. Par ailleurs la commune fait partie de l'aire d'attraction d'Ussel, dont elle est une commune de la couronne,. Cette aire, qui regroupe 38 communes, est catégorisée dans les aires de moins de 50 000 habitants,.

### Occupation des sols
L'occupation des sols de la commune, telle qu'elle ressort de la base de données européenne d’occupation biophysique des sols Corine Land Cover (CLC), est marquée par l'importance des forêts et milieux semi-naturels (72,8 % en 2018), en diminution par rapport à 1990 (74,6 %). La répartition détaillée en 2018 est la suivante :
forêts (60,2 %), prairies (13 %), milieux à végétation arbustive et/ou herbacée (12,6 %), zones agricoles hétérogènes (12,4 %), eaux continentales (1,4 %), zones humides intérieures (0,4 %).
L'évolution de l’occupation des sols de la commune et de ses infrastructures peut être observée sur les différentes représentations cartographiques du territoire : la carte de Cassini (XVIIIe siècle), la carte d'état-major (1820-1866) et les cartes ou photos aériennes de l'IGN pour la période actuelle (1950 à aujourd'hui).

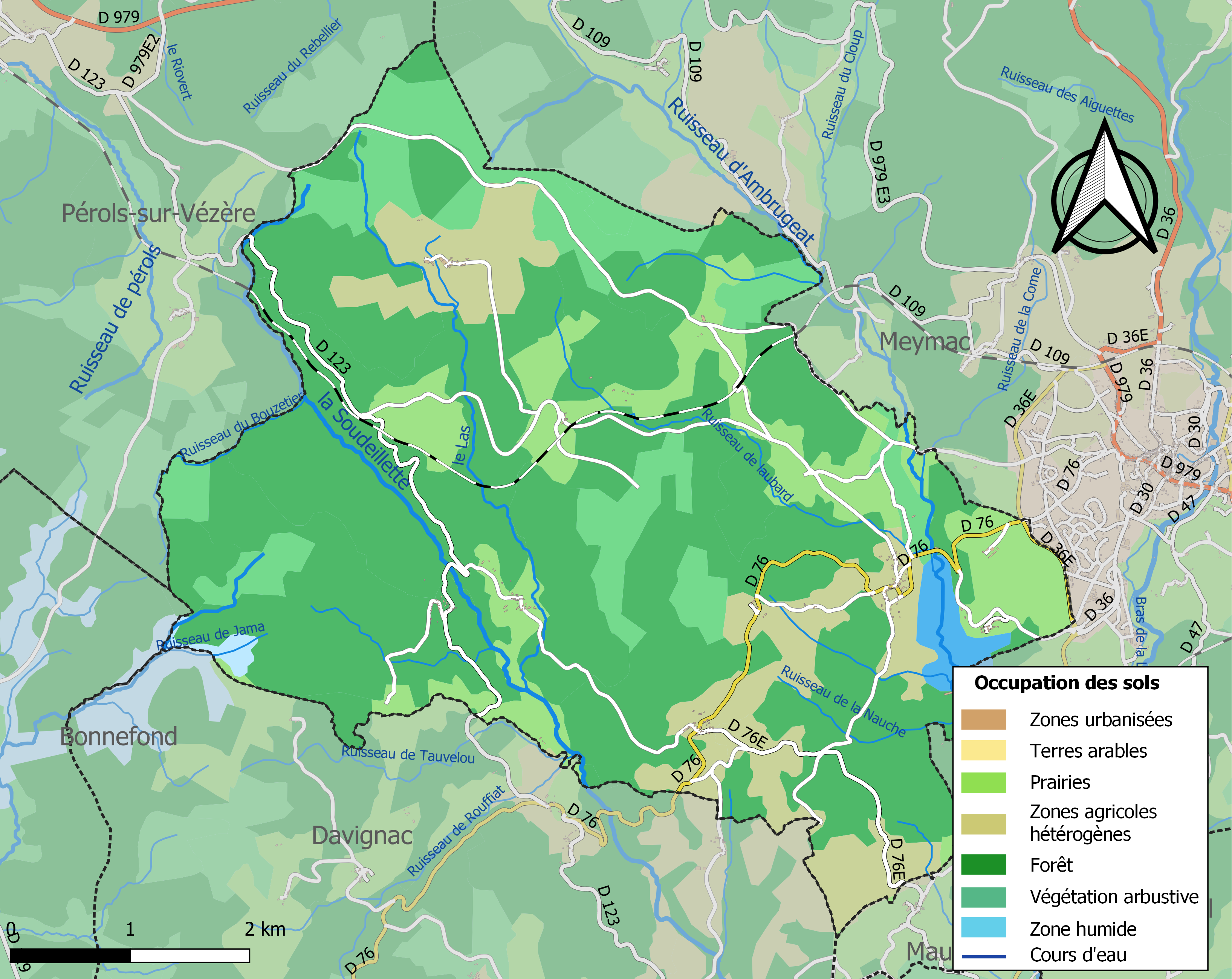
Carte des infrastructures et de l'occupation des sols de la commune en 2018 (CLC).

### Risques majeurs
Le territoire de la commune d'Ambrugeat est vulnérable à différents aléas naturels : météorologiques (tempête, orage, neige, grand froid, canicule ou sécheresse), feux de forêts et séisme (sismicité très faible). Il est également exposé à un risque particulier : le risque de radon. Un site publié par le BRGM permet d'évaluer simplement et rapidement les risques d'un bien localisé soit par son adresse soit par le numéro de sa parcelle.

#### Risques naturels

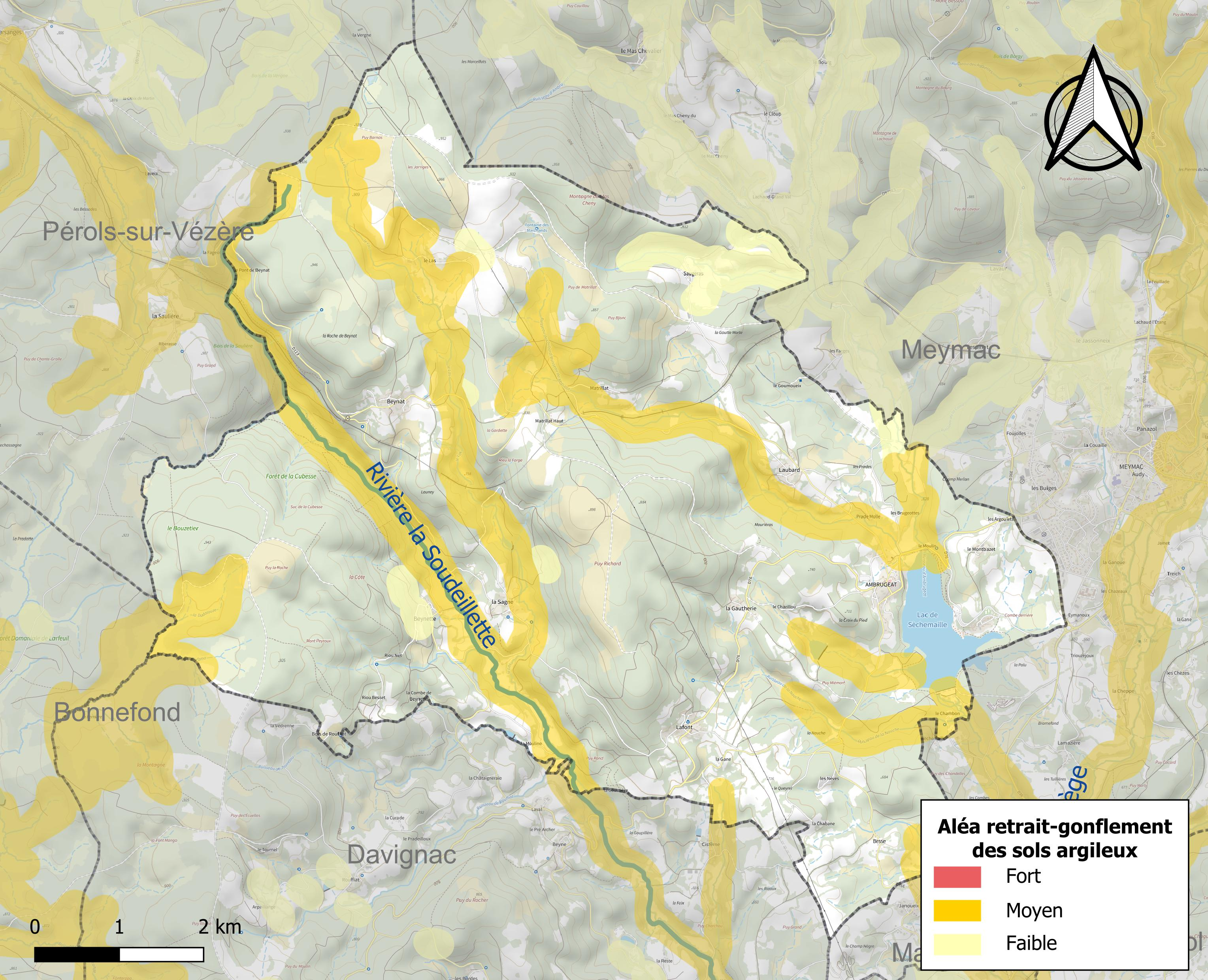
Carte des zones d'aléa retrait-gonflement des sols argileux d'Ambrugeat.

Le retrait-gonflement des sols argileux est susceptible d'engendrer des dommages importants aux bâtiments en cas d’alternance de périodes de sécheresse et de pluie. 23,4 % de la superficie communale est en aléa moyen ou fort (26,8 % au niveau départemental et 48,5 % au niveau national). Sur les 221 bâtiments dénombrés sur la commune en 2019,  32 sont en aléa moyen ou fort, soit 14 %, à comparer aux 36 % au niveau départemental et 54 % au niveau national. Une cartographie de l'exposition du territoire national au retrait gonflement des sols argileux est disponible sur le site du BRGM,.
Concernant les feux de forêt, aucun plan de prévention des risques incendie de forêt (PPRIF) n’a été établi en Corrèze, néanmoins le code de l’urbanisme impose la prise en compte des risques dans les documents d’urbanisme. Le périmètre des servitudes d'utilité publique et des zones d'obligation légale de débroussaillement pour les particuliers est quant à lui défini pour la commune dans une carte dédiée.

#### Risque particulier
Dans plusieurs parties du territoire national, le radon, accumulé dans certains logements ou autres locaux, peut constituer une source significative d’exposition de la population aux rayonnements ionisants. Certaines communes du département sont concernées par le risque radon à un niveau plus ou moins élevé. Selon la classification de 2018, la commune d'Ambrugeat est classée en zone 3, à savoir zone à potentiel radon significatif.

## Histoire
- 1308 : l'évêque de Saint Léonard de Noblat met fin aux querelles entre les deux curés d'Ambrugeat.
- 1370 : la totalité des terres de Barsanges est rattachée à la paroisse d'Ambrugeat.
- 1436 : Pierre de Coux est curé prieur d'Ambrugeat.
- 1453 : le roi Charles VII fait renforcer le château d'Ambrugeat.
- 1502 : Huges de Beynette fonde une vicairerie à l'autel de la Vierge et une communauté de quinze prêtres est installée à Beynat d'Ambrugeat.
- 1554 : François Granier est prieur d'Ambrugeat.
- 1558 : il est procédé à l'arpentage de la commune.
- 1592 : le roi Henri IV reçoit le soutien du seigneur d'Ambrugeat.
- 1598 : des recherches sont effectuées sur les titres de noblesse d'Ambrugeat.
- 1599 : Murat Antoine est curé d'Ambrugeat
- 1647 : Gilbert du Boucheron vend les cens rentes justices haute et basse et moyenne du village de Besse d'Ambrugeat.

## Politique et administration
| Période                                  | Période   | Identité                                       | Étiquette | Qualité                          |
| ---------------------------------------- | --------- | ---------------------------------------------- | --------- | -------------------------------- |
| Les données manquantes sont à compléter. |           |                                                |           |                                  |
| mars 1983                                | juin 1995 | Roger Brette                                   |           |                                  |
| juin 1995                                | mars 2008 | Jean-Claude Niéras                             | PCF       |                                  |
| mars 2008                                | En cours  | Michel Saugeras réélu pour le mandat 2020-2026 |           | retraité de la fonction publique |

## Démographie
Les habitants sont appelés les Ambrugeacois et les Ambrugeacoises.
L'évolution du nombre d'habitants est connue à travers les recensements de la population effectués dans la commune depuis 1793. Pour les communes de moins de 10 000 habitants, une enquête de recensement portant sur toute la population est réalisée tous les cinq ans, les populations de référence des années intermédiaires étant quant à elles estimées par interpolation ou extrapolation. Pour la commune, le premier recensement exhaustif entrant dans le cadre du nouveau dispositif a été réalisé en 2008.

En 2022, la commune comptait 209 habitants, en évolution de +3,98 % par rapport à 2016 (Corrèze : −0,59 %, France hors Mayotte : +2,11 %).
| 1793 | 1800 | 1806 | 1821 | 1831 | 1836 | 1841 | 1846 | 1851 |
| ---- | ---- | ---- | ---- | ---- | ---- | ---- | ---- | ---- |
| 625  | 592  | 704  | 716  | 793  | 791  | 837  | 912  | 947  |

| 1856 | 1861  | 1866  | 1872  | 1876  | 1881  | 1886  | 1891  | 1896  |
| ---- | ----- | ----- | ----- | ----- | ----- | ----- | ----- | ----- |
| 978  | 1 025 | 1 018 | 1 019 | 1 021 | 1 060 | 1 188 | 1 125 | 1 144 |

| 1901  | 1906  | 1911  | 1921 | 1926 | 1931 | 1936 | 1946 | 1954 |
| ----- | ----- | ----- | ---- | ---- | ---- | ---- | ---- | ---- |
| 1 108 | 1 109 | 1 074 | 950  | 871  | 875  | 927  | 614  | 365  |

| 1962 | 1968 | 1975 | 1982 | 1990 | 1999 | 2006 | 2008 | 2013 |
| ---- | ---- | ---- | ---- | ---- | ---- | ---- | ---- | ---- |
| 305  | 270  | 204  | 192  | 184  | 216  | 209  | 207  | 199  |

| 2018 | 2022 | - | - | - | - | - | - | - |
| ---- | ---- | - | - | - | - | - | - | - |
| 209  | 209  | - | - | - | - | - | - | - |

## Culture locale et patrimoine

### Lieux et monuments

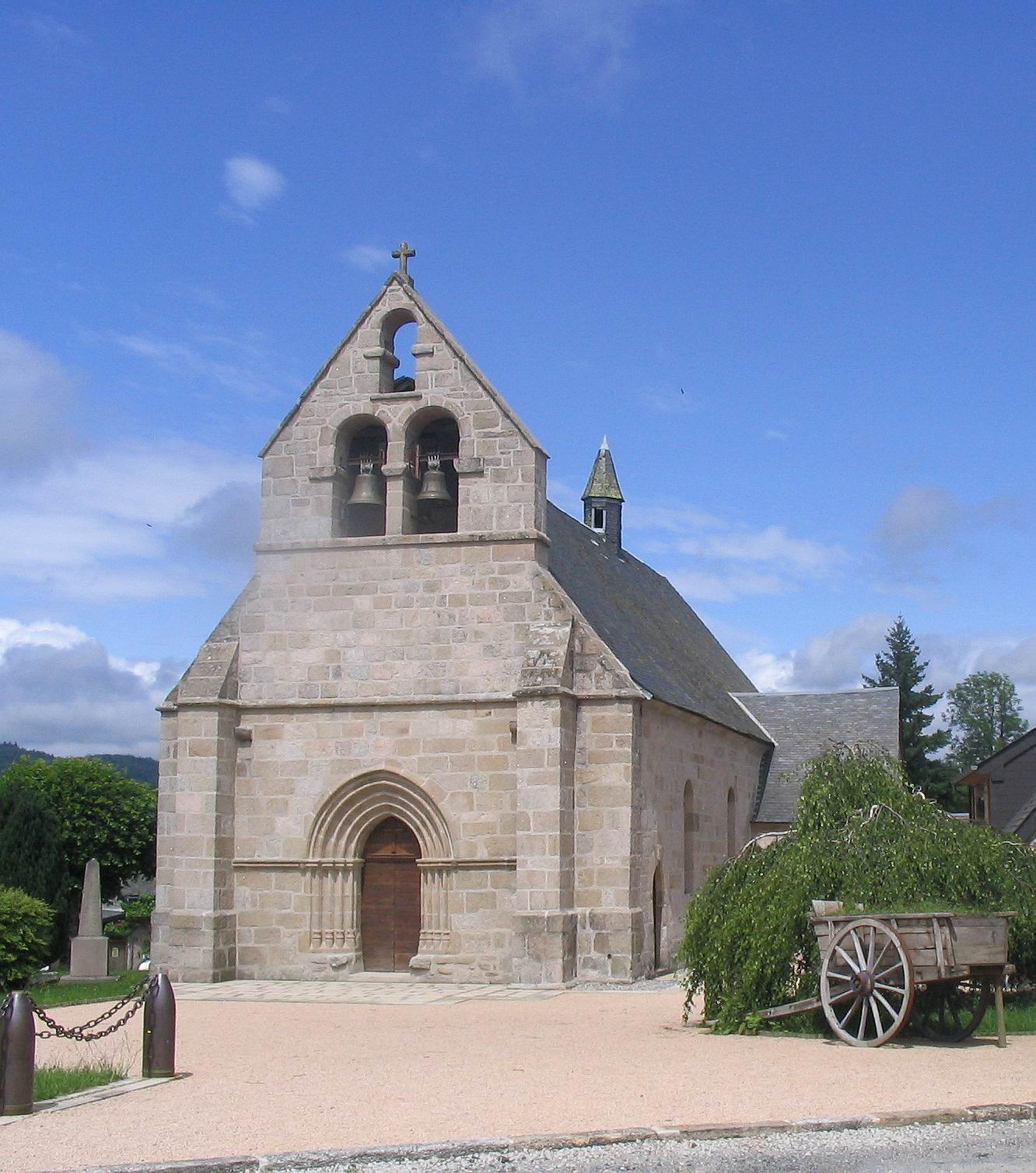
Église d'Ambrugeat.

- À l'entrée de la commune, château d'Ambrugeat datant des XIIe – XVIe siècles, fortifié en 1444 par Jacques de Valon avec la permission de Charles VII[23]. Le château, transformé en ferme, a gardé une tour.
- Au centre du village, l'église Saint-Éloi et Saint-Martin du XIIIe siècle, remarquable avec son clocher pignon triangulaire à trois baies cintrées du XVIe siècle ; à l’intérieur derrière l'autel, se trouve un grand retable du XVIIIe siècle. Elle est inscrite à l'Inventaire général du patrimoine culturel[24].

Quelques monuments de la commune :
- À Besse : croix de granite du XVIe siècle
- Lafond et Besse : maisons du XVIIe siècle
- Croix du village de Lafond[25]
- Bac en pierre, très ancien, accolé à la maison Chassagnac, au milieu du village de Beynat[26]. Marius Vazeilles, érudit local, signale ce bac-lavoir très ancien[27].

Dans ce même village, il existe deux autres bacs remarquables. Le deuxième est situé dans le four à pain, très ancienne construction de la maison Madesclaire-Aumarchand. Le troisième est installé sur la terrasse de la maison des familles Chèze Sailly Chassagnac. Ce dernier bac, en granite, d'un diamètre de 0,90 cm et d'une hauteur de 0,95 cm de forme ronde est entièrement taillé à la main. Il constitue manifestement une pièce très ancienne d'une incontestable valeur archéologique.

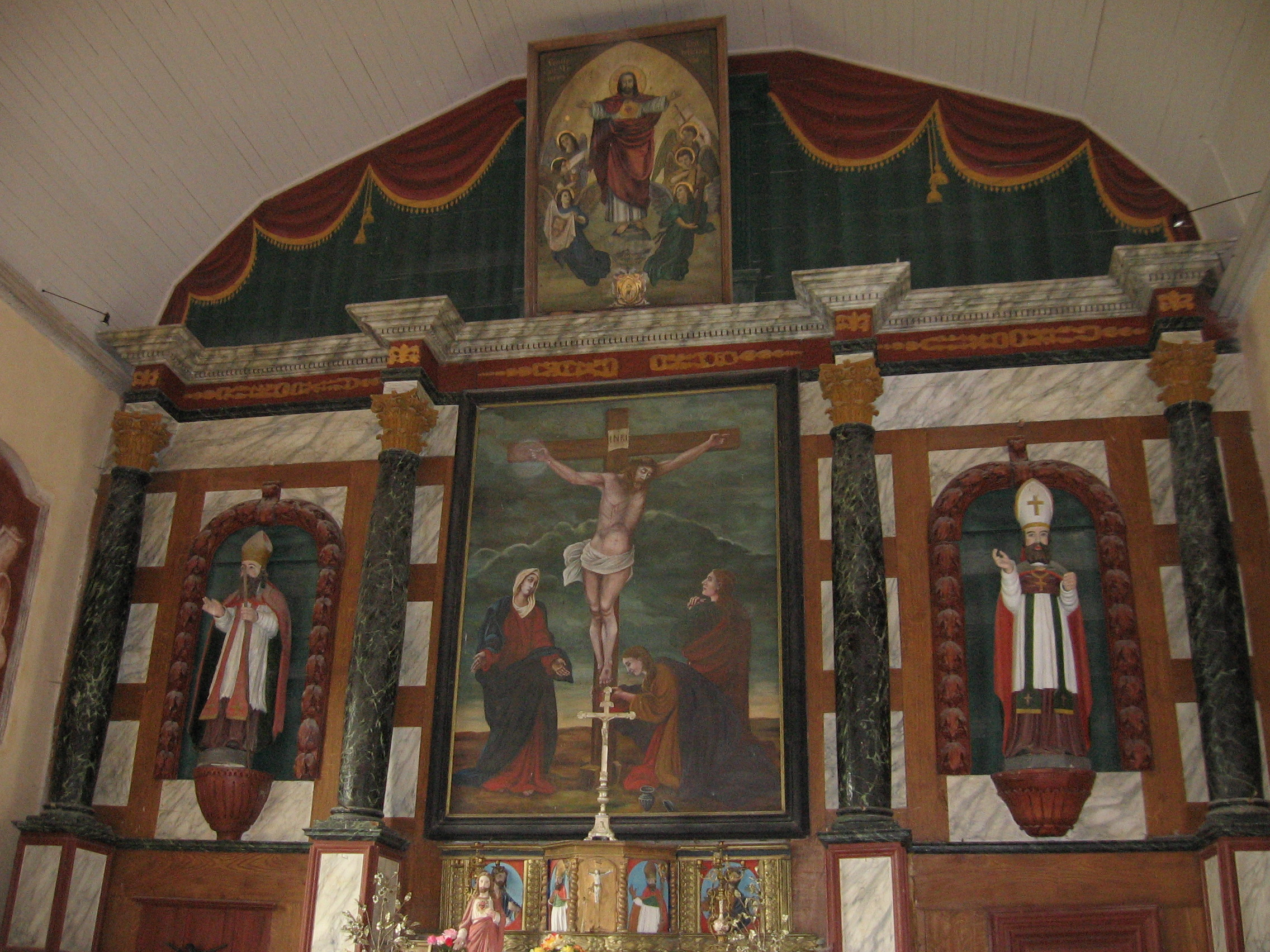
Retable du XVIIIe siècle.
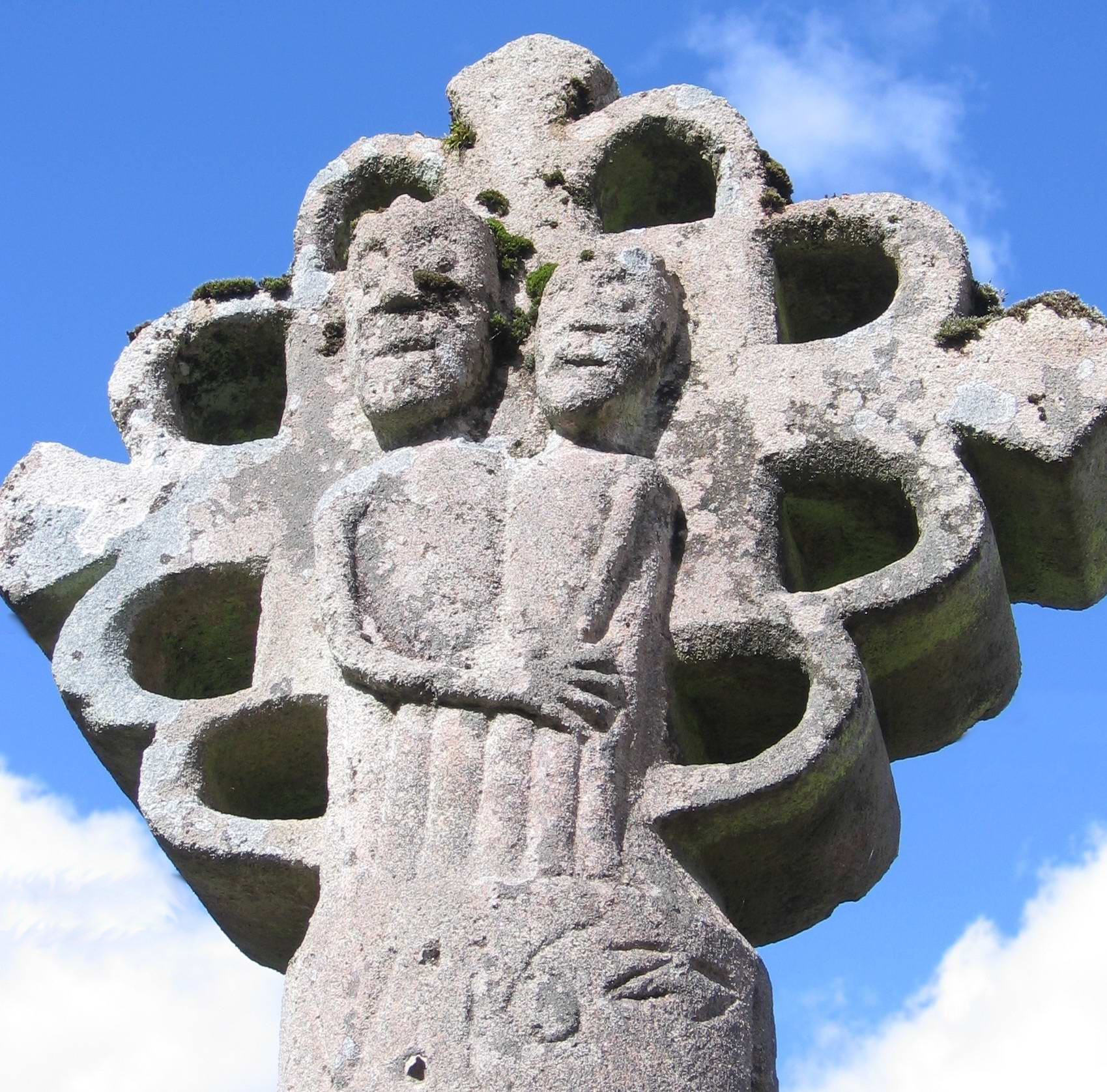
Croix de Besse (détail).
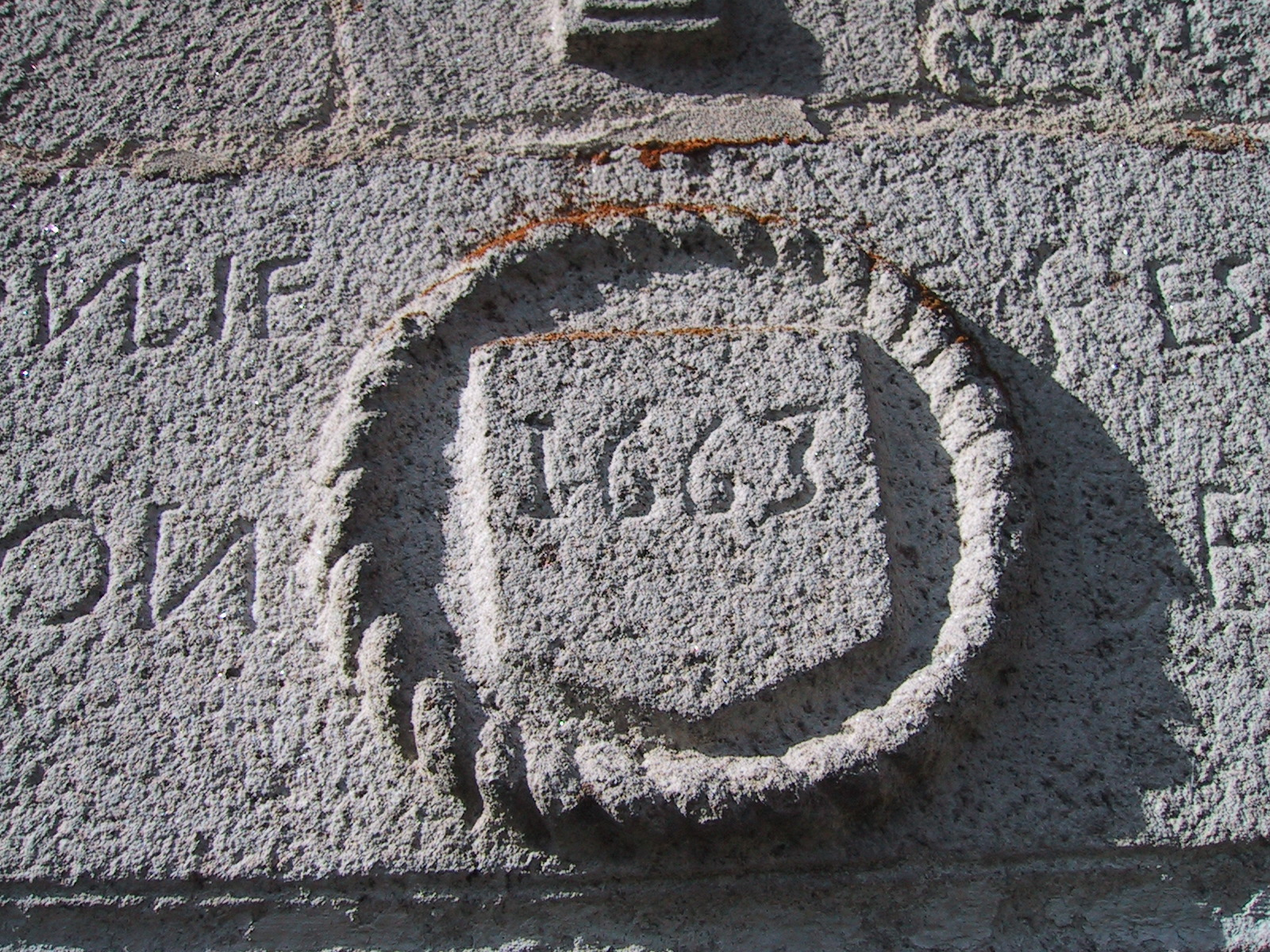
Linteau XVIIe (maison Mazaud à Besse).

### Personnalités liées à la commune
- Jean-Martin Darche, (famille d'Arche de Pessan), seigneur d'Ambrugeat, lieutenant-général du Présidial de Tulle en 1749.
- Arthur Delmas (1853-1929), homme politique, maire de Meymac, député de la Corrèze de 1894 à 1914.
- Martial Brigouleix (1903-1943), alias Beaudouin, résistant, Compagnon de la Libération, assassiné comme otage par les Allemands le 2 octobre 1943 au mont Valérien[28].
- André Désassis (dit « Darius »), résistant martyr né en 1920 au village de Lassagne et mort en avril 1944 après un emprisonnement douloureux à la prison de Limoges. Il prit contact avec Georges Guingouin pour fonder les premières troupes FTP (Francs-tireurs et partisans). Un monument a été érigé à sa mémoire sur la place d'Ambrugeat ; une cérémonie a lieu tous les lundis de Pâques pour rappeler ses engagements en présence, en particulier, de l'Association nationale des anciens combattants de la Résistance (ANACR) et du maire de la commune.
- Bernard Mazaud (1923-2013) peintre-mosaïste et ancien résistant. Le département de la Corrèze lui consacre une exposition au château de Sédières pendant l’été 2020[29].

### Héraldique
| Blason | Blasonnement : D'or à trois lions de gueules posés 2 et 1. |